# Munții Pinaleño
Munții Pinaleño, conform originalului, Pinaleño Mountains, este un lanț montan izolat, aflat partea central sud-estică a statului american Arizona, parte a zonei ecologice montane unice în lume numită Madrean Sky Islands.
În partea cea mai înaltă a masivului, în jurul vârfului Graham se găsește sofisticatul MGIO - Mount Graham International Observatory Arhivat în 6 august 2006, la Wayback Machine., care cuprinde alături de numeroase instrumente astronomice și trei telescoape foarte cunoscute în lumea astronomilor, The Large Binocular Telescope, Heinrich Hertz Submillimeter Telescope și Vatican Advanced Technology Telescope.